# Escut i bandera de la Granja de Rocamora
L'escut i la bandera de la Granja de Rocamora són els símbols representatius de la Granja de Rocamora, municipi del País Valencià, a la comarca del Baix Segura.

## Escut heràldic
L'escut oficial de la Granja de Rocamora té el següent blasonament:
| « | Escut quadrilong de punta redona. Partit. Al primer quarter, de gules, dues claus en sautor, una d'or i l'altra d'argent, les anelles unides per un cordó d'or, sobremuntades d'una tiara papal. Al segon quarter, d'atzur, sobre ones d'argent i d'atzur, una roca del seu color, somada d'un roc d'or acompanyat de dues flors de lis i sobremuntat d'una branca de morera de sinople fruitada de sable. Per timbre, una corona reial oberta. | » |

## Bandera
La bandera oficial de la Granja de Rocamora té la següent descripció:
| « | Bandera de proporcions 2:3. De roig grana, amb una creu llatina d'or o groga al centre i quatre escuts municipals en els cantons, disposats obliquament amb la punta orientada al centre de la bandera. El tot vorejat d'una franja també d'or o groga. | » |

## Història
L'escut fou aprovat per Resolució de 21 de març de 2000, del conseller de Justícia i Administracions Públiques, publicada en el DOGV núm. 3.745, de 9 de maig de 2000.
La tiara i les claus són l'atribut de sant Pere, patró del poble. Al costat, les armes dels Rocamora, fundadors de la localitat, a la qual van donar el nom, i senyors del poble des de l'edat mitjana fins a l'extinció de l'antic règim.
La bandera fou aprovada per Resolució de 26 de maig de 2006, del conseller de Justícia, Interior i Administracions Públiques, publicada en el DOGV núm. 5.287, de 23 de juny de 2006.